# برانتانو
برانتانو (انگلیسی: Brantano) شرکت خرده‌فروشی بلژیکی است، که در سال ۱۹۶۲ تأسیس شد.